# Antoine Gérard
Antoine Gérard (* 15. Juni 1995 in Remiremont) ist ein französischer Nordischer Kombinierer.

## Karriere

### Alpen- und Continental-Cup 2011–2015
Gérards sportliche Laufbahn auf internationaler Ebene begann 2011 im Alter von 15 Jahren mit der Teilnahme bei einem Juniorenbewerb im deutschen Baiersbronn. In den folgenden Jahren bis 2015 nahm er regelmäßig an den Rennen im Rahmen des Alpencups teil und konnte sich beständig weiterentwickeln und seine Leistungen steigern. So konnte er nach einem vierten Platz beim Sommer-Alpen-Cup im September 2014 in Winterberg im folgenden Winter 2014/15 bei den Bewerben in Oberwiesenthal und Kranj, die beide über 10 km nach Gundersen ausgetragen wurden, zweimal das Podium erklimmen. Beide Male überzeugte er mit einer starken läuferischen Leistung im Anschluss an eine nicht optimale Sprungleistung.
In der Saison 2015/16 nahm er regelmäßig an den Rennen des Continental-Cups teil und durfte im Dezember 2015 auch ein erstes Mal in Ramsau am Dachstein an einem Weltcupbewerb teilnehmen. 

### Weltcup seit 2016
Seit Anfang 2016 startet Gérard regelmäßig in den Einzelrennen und mit der französischen Mannschaft bei den Teambewerben des Weltcups. Hier gelingt es ihm inzwischen regelmäßig mit weiterhin starken Laufleistungen in die Punkteränge zu gelangen.
Bei den Nordischen Skiweltmeisterschaften 2017 in Lahti erreichte Gérard im Mannschaftswettbewerb zusammen mit Laurent Muhlethaler, Maxime Laheurte und François Braud Platz sieben. In den beiden Einzelwettbewerben belegte er die Plätze 26 und 18.
Im Winter 2017/18 startete Gérard in Ruka mit einem 23. Platz im Sprint sowie zwei fünften Rängen in den Gundersen-Wettkämpfen erfolgreich in die Weltcup-Saison. Auch mit dem französischen Team präsentierte er sich bei der zweiten Station in Lillehammer in guter Form, als er gemeinsam mit François Braud, Maxime Laheurte und Jason Lamy Chappuis den dritten Rang hinter Norwegen und Deutschland belegte. In den folgenden Wettbewerben konnte er an seinen guten Saisonstart jedoch nicht mehr anknüpfen, sodass er Anfang Januar zunächst wieder im Continental Cup antrat. Dort konnte er in Klingenthal den Sprint gewinnen und auch beim Gundersen-Wettkampf als Zweiter hinter seinem Teamkollegen Braud überzeugen. Mitte Februar nahm Gérard an den Olympischen Winterspielen 2018 im koreanischen Pyeongchang teil, erreichte bei den Einzelwettbewerben mit dem 26. Rang von der Normalschanze und dem 32. Platz von der Großschanze allerdings nur die hinteren Ränge. Auch im Team waren die Medaillen außer Reichweite, sodass es mit einigen Punkten Rückstand lediglich zum fünften Platz reichte. Zum Saisonabschluss wurde er bei den französischen Meisterschaften in Prémanon sowohl in der Nordischen Kombination als auch beim Teamspringen der Skisprung-Meisterschaften Vizemeister.
Nachdem er sich im Weltcup 2018/19 meist schwer tat und sich nur selten in den Top 15 platzieren konnte, startete Gérard Anfang Februar bei den Continental-Cup-Wettbewerben in Rena, wo er sich am zweiten Tag mit Erreichen des dritten Ranges Selbstvertrauen für die wenige Tage später beginnenden Nordischen Skiweltmeisterschaften 2019 in Seefeld holen konnte. Tatsächlich belegte er im Einzelwettbewerb von der Großschanze und über 10 km den achten Platz, was sein bestes Saisonresultat darstellte. Mit dieser Leistung wurde er auch für den Teamsprint nominiert, den er gemeinsam mit Maxime Laheurte auf dem sechsten Platz abschloss. Von der Normalschanze wurde er im Einzel Elfter sowie mit dem Team Sechster. Zum Saisonabschluss in Schonach erreichte er erneut den achten Platz und beendete schließlich die Weltcup-Saison mit dem 26. Rang in der Gesamtwertung. Am 11. Oktober 2020 holte sich Gérard bei den französischen Meisterschaften 2020 in Gérardmer seinen ersten Meistertitel.

## Erfolge

### Grand-Prix-Siege im Einzel
| Nr. | Datum             | Ort     | Disziplin               |
| --- | ----------------- | ------- | ----------------------- |
| 1.  | 1. September 2019 | Oberhof | Gundersen Normalschanze |

### Continental-Cup-Siege im Einzel
| Nr. | Datum          | Ort         | Disziplin          |
| --- | -------------- | ----------- | ------------------ |
| 1.  | 5. Januar 2018 | Klingenthal | Sprint Großschanze |

## Statistik

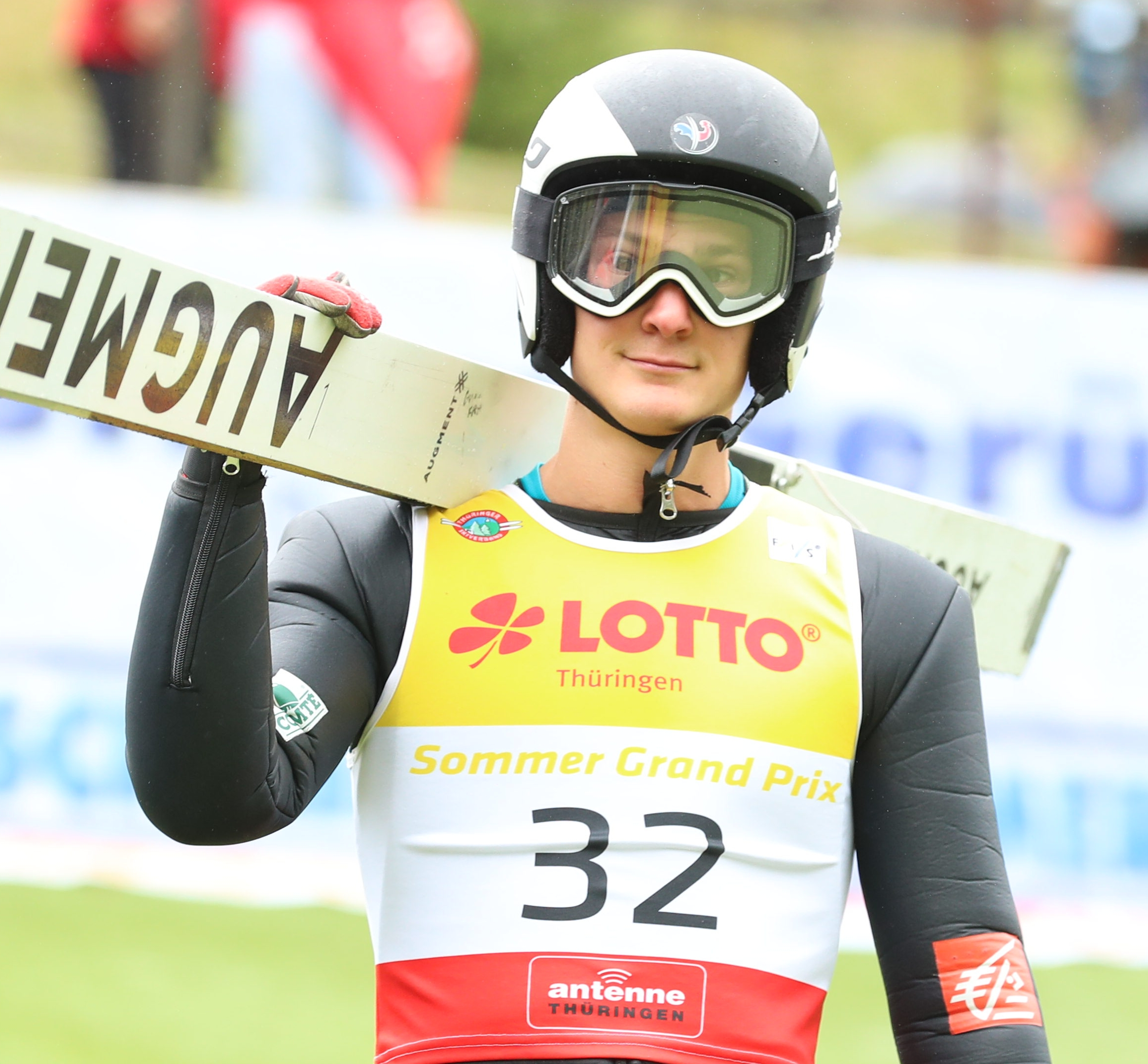
Gérard beim Sommer Grand Prix 2021 in Oberhof

### Platzierungen bei Olympischen Winterspielen
| Jahr und Ort     | Wettbewerb   | Wettbewerb   | Wettbewerb |
| Jahr und Ort     | Gundersen NS | Gundersen GS | Team       |
| ---------------- | ------------ | ------------ | ---------- |
| 2018 Pyeongchang | 26.          | 32.          | 05.        |
| 2022 Peking      | DSQ          | 14.          | 05.        |

### Platzierungen bei Weltmeisterschaften
| Jahr und Ort    | Wettbewerb   | Wettbewerb   | Wettbewerb | Wettbewerb |
| Jahr und Ort    | Gundersen NS | Gundersen GS | Team       | Teamsprint |
| --------------- | ------------ | ------------ | ---------- | ---------- |
| 2015 Falun      | 35.          | —            | —          | —          |
| 2017 Lathi      | 26.          | 18.          | 07.        | –          |
| 2019 Seefeld    | 11.          | 08.          | 06.        | 06.        |
| 2021 Oberstdorf | 23.          | 29.          | 06.        | —          |
| 2023 Planica    | —            | 22.          | 04.        | —          |

### Weltcup-Platzierungen
| Saison  | Platz | Punkte |
| ------- | ----- | ------ |
| 2015/16 | 43.   | 018    |
| 2016/17 | 33.   | 135    |
| 2017/18 | 25.   | 214    |
| 2018/19 | 26.   | 206    |
| 2019/20 | 26.   | 116    |
| 2020/21 | 32.   | 064    |
| 2021/22 | 37.   | 059    |
| 2022/23 | 31.   | 110    |

### Grand-Prix-Platzierungen
| Saison | Platz | Punkte |
| ------ | ----- | ------ |
| 2016   | 17.   | 062    |
| 2017   | 34.   | 035    |
| 2018   | 46.   | 013    |
| 2019   | 03.   | 283    |
| 2021   | 29.   | 033    |
| 2022   | 21.   | 044    |

### Continental-Cup-Platzierungen
| Saison  | Platz | Punkte |
| ------- | ----- | ------ |
| 2014/15 | 73.   | 022    |
| 2015/16 | 18.   | 217    |
| 2017/18 | 26.   | 180    |
| 2018/19 | 36.   | 100    |